# Tuczna (gmina)
Pour les articles homonymes, voir Tuczna.
Tuczna est une gmina rurale (gmina wiejska) de la powiat de Biała Podlaska, dans la Voïvodie de Lublin, dans l'est de la Pologne.
Son siège administratif (chef-lieu) est le village de Tuczna, qui se situe environ 28 kilomètres au sud-est de Biała Podlaska (siège du powiat) et 93 kilomètres au nord-est de la capitale régionale Lublin (capitale de la voïvodie).
La gmina couvre une superficie de 170,37 km2 pour une population de 3 507 habitants en 2006.

## Histoire
De 1975 à 1998, la gmina est attachée administrativement à la voïvodie de Biała Podlaska.

Depuis 1999, elle fait partie de la voïvodie de Lublin.

## Géographie
La gmina inclut les villages et localités de :

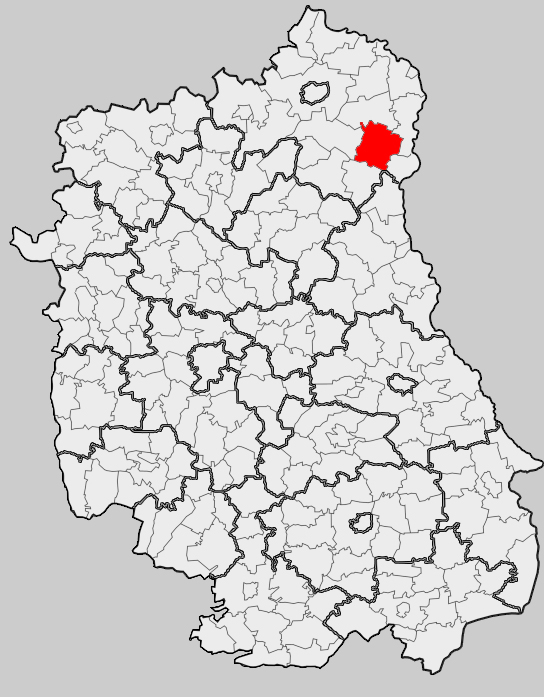
Position de la gmina dans la voïvodie

- Bokinka Królewska
- Bokinka Pańska
- Choroszczynka
- Dąbrowica Duża
- Kalichowszczyzna
- Leniuszki
- Matiaszówka
- Mazanówka
- Międzyleś
- Ogrodniki
- Rozbitówka
- Tuczna
- Wiski
- Władysławów
- Wólka Zabłocka
- Wólka Zabłocka-Kolonia
- Żuki

### Gminy voisines
La gmina de Tuczna est voisine des gminy de:
- Hanna
- Kodeń
- Łomazy
- Piszczac
- Sławatycze
- Sosnówka

## Structure du terrain
D'après les données de 2002, la superficie de la commune de Tuczna est de 170,37 kilomètres carrés, répartis comme telle :
- terres agricoles : 65%
- forêts : 28%

La commune représente 6,19% de la superficie du powiat.

## Démographie
Données du 30 juin 2004:
| Description        | Total  | Total | Femmes | Femmes | Hommes | Hommes |
| ------------------ | ------ | ----- | ------ | ------ | ------ | ------ |
| Unité              | Nombre | %     | Nombre | %      | Nombre | %      |
| Population         | 3 584  | 100   | 1 809  | 50,5   | 1 775  | 49,5   |
| Densité (hab./km²) | 21     | 21    | 10,6   | 10,6   | 10,4   | 10,4   |